# Vladivostok Air
Vladivostok Air là một hãng hàng không của Nga. Đây là hãng hàng không lớn nhất của Nga ở khu vực Viễn Đông thuộc Nga và Siberia. Hãng có căn cứ hoạt động tại sân bay quốc tế Vladivostok. Ngoài ra, hãng này còn có các trung tâm thứ cấp khác tại sân bay quốc tế Moscow Vnukovo, sân bay quốc tế Khabarovsk Novy. 
Hãng hàng không này cung cấp dịch vụ bay quốc tế, quốc nội, bay thuê bao và trực thăng. Vladivostok Air cũng cấp dịch vụ bay tới châu Âu, châu Á, châu Phi. Trước thời điểm tháng 9 năm 2008, hãng này chỉ có vài tuyến bay giữa các thành phố Vladivostok và Khabarovsk. Tuy nhiên, khi chính phủ Nga quyết định đóng cửa Dalavia do nợ nần cao, Vladivostok Air đã được đề nghị thực hiện các tuyến bay khác nhau từ Khabarovsk. Ngay sau vụ đóng cửa Dalavia, Vladivostok Air đã thông báo bắt đầu thêm 7 tuyến bay nội địa và 4 tuyến quốc tế từ Khabarovsk.